# 네온 (가수)
네온(1995년 7월 23일 ~ )은 대한민국의 가수다. 2020년 싱글 앨범 [Neon Summer!]로 데뷔했다.

## 방송
- 빌드업 : 보컬 보이그룹 서바이벌 (2024) - Top30
- 더 딴따라 (2024) - Top26